# Guilherme Guinle
Pour les articles homonymes, voir Guinle.
Guilherme Guinle (Rio de Janeiro, 27 janvier 1882 - Rome, 20 mai 1960 ) est un homme d'affaires brésilien.

## Biographie

### Premières années
Deuxième fils d'Eduardo Pallasim Guinle, fondateur de la Companhia Docas de Santos, Guilherme Guinle est diplômé en génie civil de l'Ecole Polytechnique de Rio de Janeiro, en 1905.
Il s'installe ensuite à Bahia, où il s'implique dans la construction de centrales hydroélectriques. De retour à Rio de Janeiro, il fonde le Banco Boavista .
Guilherme Guinle commence sa participation au processus d'industrialisation aux côtés de son père, qui, dans les années 1900, reçoit une concession du gouvernement de l'État de São Paulo pour exploiter un port à Santos.
En 1918, six ans après la mort de son père, Guilherme Guinle devient président de la Companhia Docas de Santos . Avec le port de Santos déjà consolidé et l'économie à la hausse, tirée par l'exportation palpitante du café, Guilherme cherche à agrandir le Port de Santos à partir de 1926, cependant, à la fin de son plan, l'économie mondiale sombre dans la crise de 1929.

### Gouvernement de Vargas

En 1941

Dans les années 1930, il investit dans l'exploration pétrolière, dont l'existence est jusque-là discutée. Cependant, après la découverte de pétrole sur le périmètre de Salvador, le président Getúlio Vargas nationalise le pétrole brésilien, fondant la Petrobras des années plus tard.

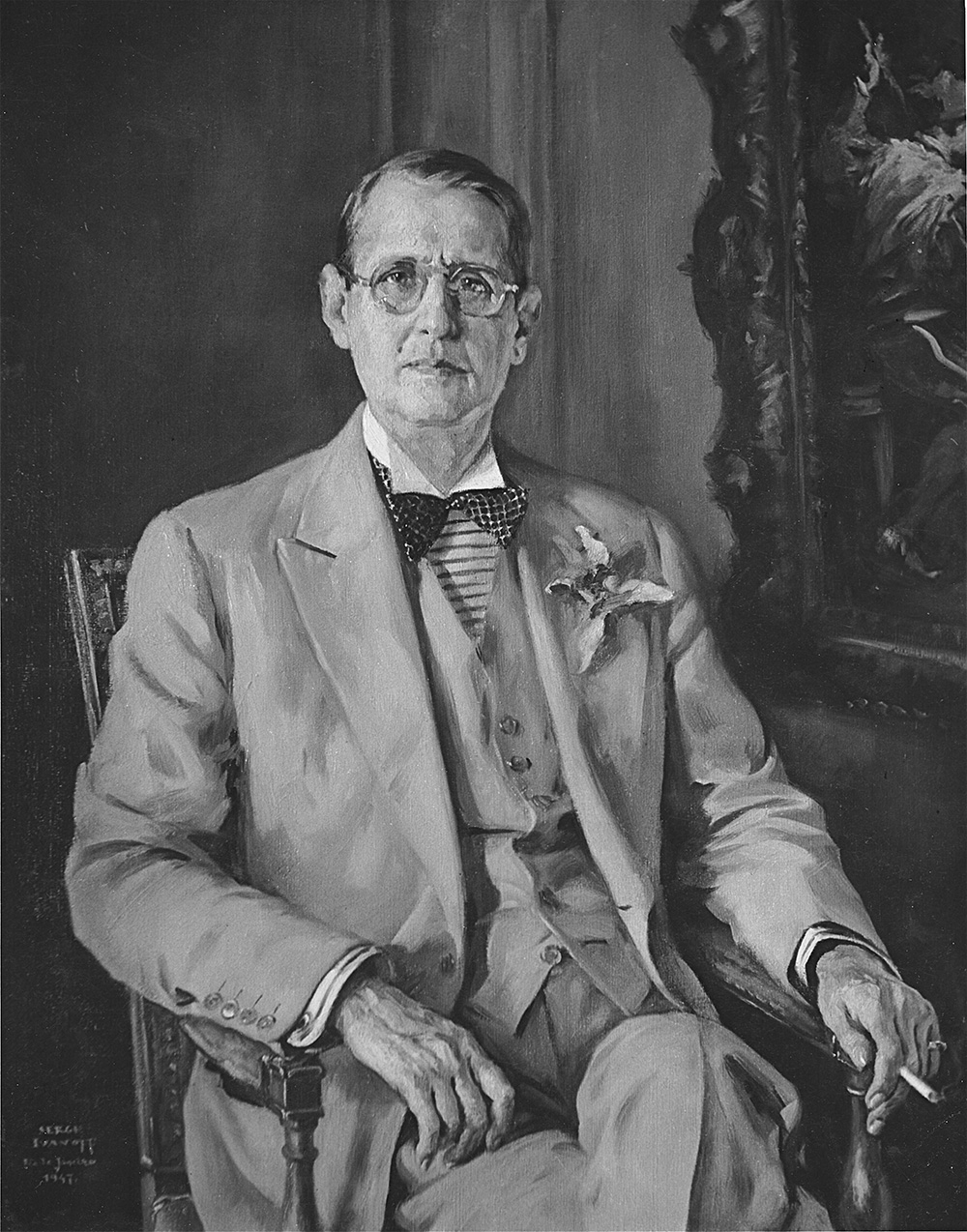
Portrait de Guilherme Guinle par Serge Ivanoff. Rio de Janeiro, 1953

#### Plan de l'acier
En 1940, Getúlio Vargas le nomme président du Comité exécutif du Plan national de l'acier. Il participe ensuite aux négociations du gouvernement pour obtenir des prêts pour la réalisation du plan.
Après avoir obtenu un financement de l'Eximbank, l'année suivante, la Companhia Siderúrgica Nacional (CSN) est créée, construite à Volta Redonda. Guinle est le président de la CSN jusqu'en 1945 .